# Garland E. Allen
Pour les articles homonymes, voir Allen.
Garland Edward Allen III, né le 13 février 1936 et mort le 10 février 2023, est un historien et biographe américain, professeur à l'université Washington de Saint-Louis. Ses recherches portent principalement sur l'histoire de la génétique, de l'eugénisme et de l'évolution.

## Biographie
Allen est né le 13 février 1936 à Louisville, Kentucky. Il est diplômé de l'université de Louisville en 1957. Il termine son doctorat en histoire des sciences à l'université Harvard en 1966 sous la direction d'Ernst Mayr et d'Everett Mendelsohn (en) après avoir passé quelques années comme professeur de biologie au lycée. Il enseigne à l'université de Washington et occupe plusieurs postes de professeur invité à Harvard.

## Thomas Hunt Morgan
À ce jour, Allen a réalisé le traitement le plus complet de la vie et de l'œuvre de Thomas Hunt Morgan, lui-même originaire du Kentucky. L'examen approfondi d'Allen sur Morgan présente l'histoire d'un expérimentateur qui a résolument évité les liens politiques ouverts avec la science de peur de biaiser la recherche. Sa discussion sur la salle des mouches, d'abord à Columbia, puis à Caltech, suggère que l'environnement collaboratif dans lequel Morgan a travaillé avec ses étudiants — HJ Muller, Alfred Sturtevant, Calvin Bridges et Theodosius Dobjansky — a joué un rôle important dans l'établissement de Drosophila melanogaster en tant qu'organisme modèle pour la génétique, et lançant la carrière de ces titans de la génétique du XXe siècle. Le travail d'Allen contribue à l'histoire de l'émergence de la science américaine.

## Eugénisme
Allen est un historien reconnu de l'eugénisme. Son travail suggère que les mouvements eugéniques ne sont pas simplement localisés en Allemagne, en Grande-Bretagne et en Amérique, mais plutôt que l'eugénisme constitue un changement idéologique international du darwinisme social, selon lequel la nature éliminant les personnes à faible hérédité, l'humanité devrait contrôler sa propre génétique. Il suggère qu'avec le dévoilement du génome humain, nous devrions nous méfier d'une nouvelle vague du mouvement eugéniste.
En 2011, il devient membre de Association américaine pour l'avancement des sciences et est administrateur et président de la commission d'histoire du Laboratoire de biologie marine. Il est également président de la Société internationale d'histoire, de philosophie et d'études sociales de la biologie. En 2017, il reçoit la médaille George-Sarton de l'Association américaine pour l'avancement des sciences.

## Œuvres
- Matière, énergie et vie (4 éditions)
- Sciences de la vie au XXe siècle (1975)
- Thomas Hunt Morgan: L'homme et sa science (1978)
- Biologie: processus scientifique et enjeux sociaux (2002)